# Didymoconidae
Los didimocónidos (Didymoconidae) son una familia extinta de euterios prehistóricos del orden de los leptíctidos que vivieron en Asia entre el Paleoceno y el Oligoceno. Fue descrita por Miklós Kretzoi en 1943 y comprenden seis géneros.